# Рац, Аладар
Аладар Рац (венг. Rácz Aladár; 28 февраля 1886 — 28 марта 1958) — венгерский цимбалист-солист. Лауреат Кошутовской премии (1948), заслуженный артист Венгрии (1952), выдающийся артист Венгрии (1953). Оказал влияние на творчество Игоря Стравинского. Именем Аладара Раца назван Дом цыганской общины в Венгрии и музыкальная школа в Будапеште.

## Биография
Аладар родился в городе Ясапати в цыганской семье. Его отец, музыкант, играл на альте.
По цыганскому обычаю, в три года Аладару предложили выбрать, какому он инструменту будет обучаться. Мальчик выбрал цимбалы.
В восемь или девять лет он был взят как ученик в оркестр, где играл его отец.
Первый свой концерт Аладар дал в возрасте четырнадцати лет в кафе «Лехел», в городе Ясберень. В том же кафе он устроился работать в цыганский оркестр, где играл два года.
В 16 лет Аладар решил поискать счастья и отправился в Будапешт. Там он играл в кафе «Эмке».
В 1910 году его заметил один импресарио и предложил работу в Париже. Аладар не отказался и переехал во Францию.
В 1914 Рац заключил новый контракт и играл с цыганским оркестром уже в Швейцарии.
Вскоре он прославился достаточно, чтобы успешно гастролировать по Испании, Шотландии, Египту. Знаменитые музыканты отмечали его мастерство. Сен-Санс назвал его «Ференцем Листом для цимбал».
Во время Первой мировой войны, в Швейцарии, Рац познакомился с профессором Эрнестом Ансерме, с Жаком Далькрозом и с Игорем Стравинским, которые обратили внимание на его талант и подтолкнули его к миру классической музыки. Сам Стравинский, вдохновлённый игрой Раца, учился у него играть на цимбалах и первым в академической музыке создал произведения для этого инструмента. Из воспоминаний композитора:
Однажды в 1914 г. в ресторане в Женеве я впервые услышал цимбалы и решил, что они смогут заменить гусли. Цимбалист, некто господин Рац, любезно помог мне найти цимбалы, которые я купил и держал в швейцарский период моей жизни и даже взял с собой в Париж после войны.
В 1926 году Рац дал первый сольный концерт на цимбалах в Лозанне. Но его популярность уже не удовлетворяла его. Рац начал духовный поиск. Покупал учебники по музыке и учился по ним музыкальной грамоте. Отыскал в женевском букинистическом магазине старинные ноты для «чембалло» и пробовал играть по ним на цимбалах. Проводил эксперименты со звуком. Изготовил для этого новые палочки. Перерабатывал для цимбал музыку эпохи барокко и за её счёт значительно расширил свой репертуар, состоявший прежде только из народных произведений.
С 1927 по 1935 год Рац жил во Франции с женой, пианисткой Ивонн Барблан. Всё это время он не прекращал своих экспериментов и изысканий. Жена, будучи более грамотной, оказывала ему посильную помощь, морально поддерживала.
В 1935 году Рац решил вернуться на родину. Там он несколько раз выступил на радио, а также дал сольный концерт в Академии Ференца Листа.
В 1937 году он стал преподавателем в Национальной музыкальной школе в Будапеште, а с 1938 года и до самой смерти преподавал в Академии Ференца Листа, где выучил много отличных музыкантов. Всё это время Рац продолжал выступать со своей женой.
В последние годы жизни знаменитый цимбалист много болел и принимал учеников на дому. Со всего мира его приезжали навещать коллеги-музыканты, в том числе Иегуди Менухин. Из дома Рац вёл и радиопередачи.

## Достижения
Аладар Рац поднял игру на цимбалах до уровня серьёзного искусства. Благодаря ему, цимбалы стали концертным инструментом.
Записи его музыки продаются до сих пор, теперь они выпускаются на CD.